# クージュト県

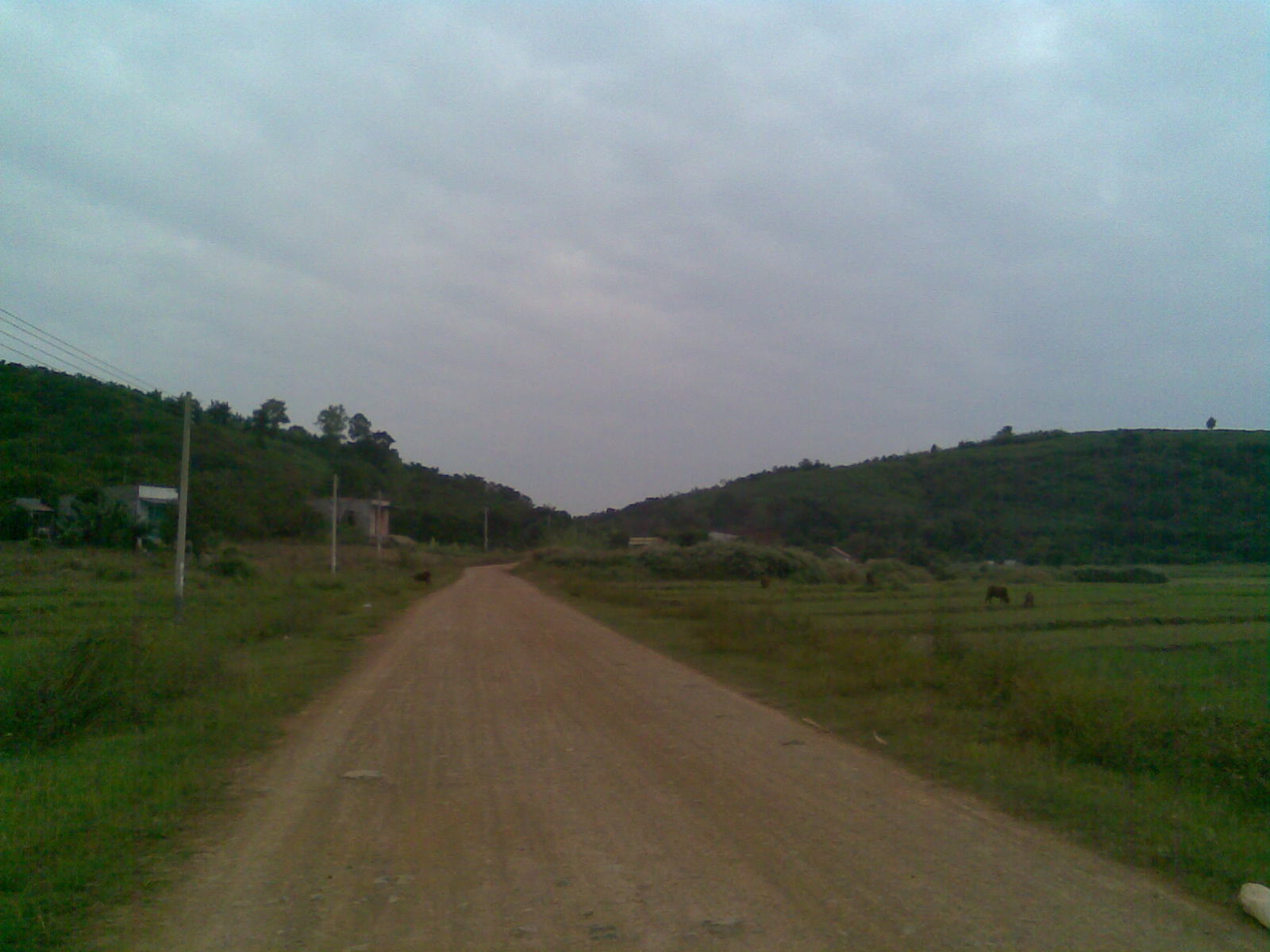
ナム・ドンへの道

クージュト県（クージュトけん、ベトナム語：Huyện Cư Jút?）は、ベトナム社会主義共和国ダクノン省の県。面積は720.70 km²、人口は101,721人（2018年）である。

## 行政区画
1市鎮7社から構成される。